# Agapetes thailandica
Agapetes thailandica là một loài thực vật có hoa trong họ Thạch nam. Loài này được Watthana mô tả khoa học đầu tiên năm 2001.